# Клевецьк
Клеве́цьк — село в Україні, у Ковельському районі Волинської області. Входить до складу Ковельської міської громади. Населення становить 30 осіб.

## Географія
Село Клевецьк, Ковельського району (раніше Луківського, Турійського), Волинської області знаходиться між основними дорогами з Ковеля на Володимир і з Ковеля на Любомль. Воно межує на півночі з селами Довгоноси і Калинівка, на півдні — з селом Ружин, на заході — з селом Зілове і на сході з селом Городилець. Віддаль до міста Турійськ — 7 км і до міста Ковеля — 12 км. Найближча залізнична станція — Люблинець-Волинський — на відстані 4 км.
Саме село тягнеться із сходу на захід паралельно до села Ружин однією вулицею довжиною 2,5 км. Розташоване в долині, права сторона якої трохи підвищена і являє собою відкритий незахищений простір, а ліва — болотиста низина. Остання на початку XX століття була покрита березовим та вільховим лісом, лозою та вербами. Права сторона і схід були порослі сосняком та дубиною.
У селі є численні урочища з народними назвами: Лоза, Вільшина, Березина, Залісся, Загороддя, Рудавець, Надатки.

* В урочищі Лоза, зі сторони Ружина, були непрохідні болота, стежку на острівець знали тільки окремі люди. Мабуть через цей острівець потім стали називати те урочище «Острівки». Тут люди часто рятувалися від татаро-монгольської навали, а також під час Першої та Другої світових воєн.

* Осовець названо за прізвищем пана Осовця, який проживав тут у 1551 році.

* Назва Рудавець походить вочевидь від розсипів залізної руди, що виходять на поверхню у цьому місці.

* Урочище Вакант (від фр. «вакансія» — вільне, незайняте місце) отримало назву через вільні поля, які були тут і знаходилися в реєстрі громадських земель.
З розповіді Антона Матвійовича Гнатюка, мешканця Клевецька, дізналися, що в урочищі Ринка, у торфі на глибині ~1 м знаходили укладені соснові колоди для дороги, скріплені дванадцятиметровими дубовими відбивними балками. Це все зв'язувалося дерев'яними тиблями. Припускають, що це — фрагмент дороги з Ружина через урочище Вакант на Старі Кошари.

В урочищі Лоза ріс великий сосновий ліс — пригадують, що через чотири роки після того, як болото в 1949—50 роках було осушене і переоране, під час сильних морозів з-під землі почали вилізати великі смолисті соснові пні. Вочевидь, цей ліс і пішов на прокладання дороги через болото. Як показують спостереження і розкопки, в урочищі Лоза росли, крім великих хвойних лісів, сфагнові мохи, лепеха, осока, очерет. На глибині 50-100 см тут залягає торф, товщина залягання сягає двох метрів і більше. Торф добувався вручну, його різали на цеглини спеціальними лопатами (різаками), а потім сушили на повітрі. Під час видобування торфу на глибині близько двох метрів селяни викопали оленячі роги, які на повітрі через деякий час розсипалися на попіл.

Тепер болота осушені, а березові та вільхові переліски вирізані. На сході і заході в 60-их роках XX століття посаджені молоді соснові гаї і посадки.
В селі річок немає. Воду беруть із колодязів. З лівої сторони села за 1 км від нього в 30-их роках XX століття було прокопано рів, який називають Руженським, або рів «королеви Бони». Рів живиться джерельною водою зі сторони с. Туровичі і впадає в річку Турію. Ймовірно, що це — «Березова струга», яка протікала тут в давнину.
Ґрунти неоднорідні — піски, супіски, суглинки і кремнезем (урочище Громош).
Клімат через низинне розташування села і вплив прилеглих до нього боліт не зовсім сприятливий для здоров'я, а більше для розвитку малярії і тифу.

## Походження назви
Назва села Клевецьк, або «палацу Клевецько», припускають, походить від слова «клевець», що означає молоток, або воєнне знаряддя «клевць» — загострене з двох боків, схоже на молоток на довгій ручці.
І. К. Свєшніков у книзі «Битва під Берестечком» (розділ «Козацька холодна зброя») описує зброю з масивним похиленим вниз клівцем та обухом на видовженій шийці, закінченим восьмикутним щитом.
Вчений Мозолевський в праці «Скіфський степ» на ст.12 також вживає слово клювець, як вид зброї.
Поет Л.Череватенко пише: «Бачу кожен мій спис і клювець колоском проростає житнім».

## Історія села
Точна дата заснування села невідома.
Історичні дослідження показують, що коли головні поселення починали розростатись і постала потреба охороняти їх від чужоземців, навкруги будували укріплення — городища, обгороджені валами замки. Про такий палац «Клевецько» містить згадку архів князя Василя Сангушка, а також «Волынь в описании городов, местечек и сел».
За згадкою Насті Дмитрівни Гнатюк, як розказувала її бабуся, між урочищем «Загороддя» і селом стояла стара велика будова, яка вже була наполовину зруйнована. Але коли будову розібрали і там почали орати, то на полі почало виблискувати скло, якого в той час в селі ніхто не мав. Мали в ті часи скло тільки князі і високі чиновники. Це і міг бути палац Клевецько.
У 1511 році князь Андрій Сангушко Коширський подарував дядькові князю Михайлові Сангушку і його синам села Миляновичі, Нуйно, Паридуби, Клечковичі, Зелове, Туровичі і палац «Клевецько». Ця дата і є першою згадкою про село Клевецьк.
1537 року, 20 березня, князь Андрій Михайлович Сангушко в місті Городнє уклав двосторонню угоду зі своїм дядьком Василем Михайловичем Сангушком відносно межування свого володіння (посілості) Городельця від його маєтку — Ковеля і Клевецька. У 1538 році король Сігізмунд Перший видав князю Василю Михайловичу Сангушку грамоту, яка утверджувала таке розграничення.
Через п'ять років, у 1543 році, король Сигізмунд видав грамоту, у якій утвердив добровільний обмін маєтками між князем Василем Михайловичем Сангушко і королевою Боною, за яким князь одержав від Бони Горвольську волость, Смоляни і Оболци, а їй дав весь свій обширний Ковельський маєток з селами Мощена, Дубно, Клевецьк, Вербка, Гішин, Бахове, Воля, Облапи, Городище, Воля Соколова, Воля Осовецька.
Після смерті Бони, село Клевецьк, як і багато інших сіл і маєтків, перейшло в королівську казну.
У 1564 році село Клевецьк разом з усім Ковельським маєтком дісталось князеві Андрію Михайловичу Курбському, який на початку Лівонської війни (1558-83 роки) був головнокомандувачем російськими військами. А. М. Курбський був зв'язаний з ворожими Івану IV боярськими угрупуваннями і невдовзі перейшов на бік польського короля Стефана Баторія, за що і одержав у винагороду земельні володіння в Литві і на Волині.
У 1583 році, 24 квітня, князь Курбський у своїм заповіті віддає дружині у пожиттєве володіння містечко Миляновичі зі всіма селами, що входили до нього, у тім числі і село Клевецьк. 24 травня возним Володимирського повіту Жданом Цирським було видано донесення Володимирській міській владі про введення княгині Олександри Петрівни Курбської в володіння маєтками, які зостались після смерті чоловіка, у числі яких числиться «волость до двора Миляновичеського, якій належать села Паридуби, Селище, Годовичі, Зілов, Туровичі, Клевецькоє».
1590 року рішенням королівського суду всі маєтки Курбського приєднувалися до королівського майна. Ковельські маєтки перейшли в руки Андрія Ферлея, Радомського каштелян на пожиттєве володіння.
1631 року, 25 листопада, Сигізмунд Третій передає маєтки Клевецька, Зілова, Турович боярину Христофору Степановичу.
Під час визвольної боротьби українського народу під проводом Богдана Хмельницького в 1648—1654 роках жителі села (хоч на той час там було біля п'ятнадцяти родин) брали активну участь у повстанні. У населених пунктах району Ковель — Турійськ діяло декілька повстанських загонів.
Рішенням Переяславської ради 1654 року Землі Ковельського повіту, як і всієї Правобережної України, року були разом з іншими українськими землями приєднані до Росії.
Після російсько-польської війни 1654—1667 років Польща, скориставшись зі сприятливої для себе міжнародної обстановки і згідно з «Вічним миром» 1686 р., знову захопила українські правобережні землі.
У 1775 році король Станіслав Август подарував м.Ковель і близькі села, у тім числі с. Клевецьк Вацлаву Ржевуському, у нагороду за воєнні заслуги.
У 1795 році після третього поділу Польщі західна частина Волині, а саме повіт Володимирський, Ковельський і частина повітів Луцького, Кременецького і Лубенського були повернені Російській державі. Селяни стали кріпаками. У час перебування Волині у складі Російської імперії с. Клевецьк входило до складу Ковельського повіту Старо-Кошарської волості.
Після скасування кріпосного права у 1861 році коштами селян було поставлено два придорожні хрести-фігури з розп'яттям Ісуса Христа: один в центрі села між великим і малим кутками, другий — дорогою на Городелець у кінці села. Ці хрести простояли аж до 1940 року. Того року нова радянська влада ці хрести знесла.
Наприкінці XVIII століття села Ружин, Клевецьк, Городелець належали поміщикам Вільгам. Яким чином вони перейшли до них від князя Санчушко і воєводи Ржевуського, за відсутністю документальних даних, невідомо.
У 1885 році с. Ружин, Городелець і землі між Городельцем і Клевецьком стали належати дворянину Володимиру Сементковському (римо-католику).
Бурхливий економічний розвиток села припадає на 30-40 роки двадцятого століття. Зросла кількість населення.
Після ліквідації Турійського району 19 липня 2020 року село увійшло до Ковельського району.

## Населення
Згідно з переписом УРСР 1989 року чисельність наявного населення села становила 141 особа, з яких 53 чоловіки та 88 жінок.
За переписом населення України 2001 року в селі мешкало 70 осіб.

### Мова
Розподіл населення за рідною мовою за даними перепису 2001 року:
| Мова       | Чисельність | Відсоток |
| ---------- | ----------- | -------- |
| українська | 69          | 98,57%   |
| російська  | 1           | 1,43%    |
| Усього     | 70          | 100%     |

## Прізвища
З розповіді Насті Дмитрівни Гнатюк, яка пам'ятає оповіді своєї прабабусі, у селі було декілька родин, які селилися групами, «кутками». Тоді утворилося два «кутки» в селі — «великий» і «малий куток».
Згідно з дослідженнями доцента Дрогобицького педагогічного університету Івана Івановича Кунця, перші поселенці Клевецька були вихідцями з Покуття і звати їх було здебільшого за іменем пращурів. Наприклад, Карпи від імені Карпа, Сидори від Сидора, Савули від Савули, Самки від Самко (Самуїл) і т. ін., а прізвищ не існувало. Коли офіційно проводився перепис населення, то тоді почали вводити прізвища замість прізвиськ і кожному було дозволено самому вибирати прізвища. Більшість селян записували прізвища за іменами своїх дідів, та прадідів, додаючи до їх закінчення ук-юк. І так стали Гнатюки, Юхимуки, Давидюки, Семенюки, Данилюки і т. ін., тоді ж стали такі прізвища як Жуки, Дудки, Барани, Палії і інші.
У дев'ятнадцятому столітті, та на початку двадцятого століття переїхали деякі родини з інших сіл, або пристали в приймаки. Так тут з'явилися такі прізвища: Матвіюк, Жук — з Турович, Пащук, Яблонський, Климук — з Ружина, Мартинюк (Брелка) — з Калинівки, Борзовець — з Довгоніс, Рижко — з Кошар.

## Люди, пов'язані з Клевецьком
- Семенюк Анатолій Володимирович (н. 15 листопада 1944 р.) — уродженець села, український журналіт, поет.